# Ratomir Dujković
Ratomir Dujković (serbio: Ратомир Дујковић; Borovo Naselje, Vukovar, antigua República Federal Socialista de Yugoslavia (actual Croacia), 24 de febrero de 1946) es un exfutbolista y ex entrenador serbio.

## Trayectoria como futbolista
Nacido y criado en Borovo Naselje (actual Croacia), Dujković asistió a la escuela primaria "Ivan Goran Kovačić", donde inició como portero. Fue descubierto allí por Josip Kezdi, en ese momento un ex portero del NK Borovo. Pronto se convirtió en un portero de NK Borovo. El 29 de noviembre de 1962, formó parte del equipo juvenil de Estrella Roja de Belgrado.
En el verano de 1982, Dujković se retiró del fútbol como jugador.

## Clubes

### Como jugador
| Club                      | País       | Año       | Partidos |
| ------------------------- | ---------- | --------- | -------- |
| Estrella Roja de Belgrado | Yugoslavia | 1964-1974 | 201      |
| Real Oviedo               | España     | 1974-1977 | 100      |
| NK Osijek                 | Yugoslavia | 1977-1980 | 80       |
| Zemun Belgrado            | Yugoslavia | 1980-1982 | 62       |

### Como asistente
| Club                      | País   | Año       |
| ------------------------- | ------ | --------- |
| Estrella Roja de Belgrado | Serbia | 1987-1992 |

### Como entrenador
| Club                  | País      | Año       |
| --------------------- | --------- | --------- |
| Zemun Belgrado        | Serbia    | 1983-1986 |
| Selección Absoluta    | Venezuela | 1992-1995 |
| Selección Absoluta    | Birmania  | 1996-1997 |
| Atlético Zulia        | Venezuela | 1997-1998 |
| ULA FC                | Venezuela | 1998-1999 |
| Estudiantes de Mérida | Venezuela | 2000-2001 |
| Selección Absoluta    | Ruanda    | 2001-2004 |
| Selección Absoluta    | Ghana     | 2004-2006 |
| Selección Sub-23      | China     | 2006-2008 |
| Selección Sub-21      | Serbia    | 2009-2010 |
| Selección Absoluta    | Siria     | 2010      |